# Sanda, Föglö
Sanda är en by i Föglö kommun på Åland med 11 invånare (2023). Den ligger i den del av kommunen som kallas Östersocken och hör sedan 2006 till Ålands södra skärgårdsförsamling. Tidigare hörde den till Föglö församling.

## Geografi
Sanda gränsar i norr mot byn Brändö, i öster mot byarna Horsholma och Sommarö och i söder mot byn Skogboda. I väster har Sanda vattengräns mot byn Sonboda.
Till Sanda hör en del omgivande vatten i Bofjärden och en mindre ö, Rönngrund. Dessutom hör en del områden på norra delen av ön Näversholma till Sanda tillsammans med en angränsande ö, Högholmen (nu sammanväxt med Samnanholm som hör till Skogboda).
Östersocken har förbindelse med de västra delarna av Föglö via Brändöströmsbron över Brändöströmmen, det smala sund som skiljer Östersocken från byn Sonboda. Den gamla bron, en smal hängbro byggd 1958, i folkmun Golden Gate, ersattes 2022 av en ny bro av annan konstruktion.

## Historia
Byn Sanda är en medeltida avsöndring från Hastersboda, urbyn i Östersocken. Koloniseringen har antingen skett direkt från Hastersboda eller med grannbyn Sommarö som ett mellansteg. Sanda är anlagd på en större holme som Hastersbodaborna använde som betesholme. På holmen anlades också två andra nybyggen som utvecklades till byarna Skogboda och Sommarö. Namnet på den sistnämnda byn avslöjar holmens ursprungliga namn, Sommarö. Med tiden har landhöjningen gjort att holmen tillsammans med ett antal andra mindre öar i östra Föglö växt samman och bildat det område som i dag kallas Östersocken.
Namnet Sanda kommer av att jordmånen i byn till stor del består av sand. På den äldsta kartan över byn, upprättad 1774, sägs åkern bestå av god lera, mojord samt röd och vit sand som sedan täcktes av ett lager med matjord av sand och mylla som var 1–2 kvarter djupt (15–30 centimeter).
Byn Sanda hade säkert existerat i flera hundra år när den nämns första gången i de historiska källorna, i 1530-talets skatteböcker. Då hette bönderna Per Jönsson, Lasse Jönsson och Johan Jönsson. Tre gårdar fanns i byn till 1580-talet, då en av gårdarna blev öde och övertogs av grannarna. En notering i en ödelängd från 1628 uppger att ägorna övertagits eftersom de två andra gårdarna hade varit ganska små.
Den första kartan över Sanda upprättades 1774 av lantmätaren Carl Niclas Biörckbom i samband med att byn skattlades. Han beskriver byn och böndernas villkor. De försörjde sig på jordbruk, boskapsskötsel och skogsbruk. Fisket var inte särskilt givande och räckte bara till husbehov. Istället var det skogen som gav de inkomster som behövdes för att betala skatterna. Årligen såldes tio famnar bryggved (större ved, vanligtvis nästan meterlång). Förutom ved såldes också ost och kreatur.
Sanda har präglats av stor stabilitet när det gäller ägande och brukande. Huvuddelen av byn innehas fortfarande av efterkommande till de familjer som bodde där på 1600-talet, och ingen av de båda gårdarna verkar någonsin ha råkat i ödesmål. Också de hårda åren i början av 1600-talet, då många hemman i Föglö låg öde, klarade bönderna. Under stora ofreden i början av 1700-talet flydde visserligen Sandaborna liksom flertalet andra ålänningar till Sverige, men bägge familjerna återvände efter krigsslutet.

### Befolkningsutveckling
| Befolkningsutvecklingen i Sanda 1970–2020 | Befolkningsutvecklingen i Sanda 1970–2020 | Befolkningsutvecklingen i Sanda 1970–2020 | Befolkningsutvecklingen i Sanda 1970–2020 | Befolkningsutvecklingen i Sanda 1970–2020 |
| ----------------------------------------- | ----------------------------------------- | ----------------------------------------- | ----------------------------------------- | ----------------------------------------- |
|                                           |                                           |                                           |                                           |                                           |
| År                                        |                                           |                                           | Folkmängd                                 |                                           |
| 1970                                      | 1970                                      |                                           | 21                                        |                                           |
| 1980                                      | 1980                                      |                                           | 20                                        |                                           |
| 1990                                      | 1990                                      |                                           | 21                                        |                                           |
| 2000                                      | 2000                                      |                                           | 22                                        |                                           |
| 2010                                      | 2010                                      |                                           | 21                                        |                                           |
| 2020                                      | 2020                                      |                                           | 12                                        |                                           |
|                                           |                                           |                                           |                                           |                                           |

## Hemmanen
På 1500-talet fanns tre hemman i Sanda, men på 1580-talet blev ett av dem öde och övertogs av grannarna. De två kvarvarande var olika stora (95 respektive 75 jordmark), men bönderna lät den 20 mars 1632 göra dem lika stora, 85 jordmark vardera. När de senare på 1600-talet åsattes ett mantalsvärde blev de taxerade till 5/8 mantal vardera. På 1700-talet förmedlades de till 7/16 mantal. I jordeböckerna ges hemmanen omkring 1730 nummer (1–2). Från 1830 är de också noterade med namn. 
- 1, Östergård, ett skattehemman, delades i början av 1900-talet i Östergård (i folkmun Johans), Nygård (Augustas) och Utgård (Snällströms). Östergård har namn efter gårdens läge i byn.[9]
- 2, Västergård, ett skattehemman med namn efter läget i byn, kallas Fellmans.[10]

## Maria Johansdotter blev Magnus Johansson
Byns i särklass mest omskrivna person är bonddottern Maria Johansdotter, född cirka 1683, som i tjugoårsåldern begav sig till Sverige och började spela nyckelharpa på krogarna i Stockholm. Efter en tid klädde hon sig också i manskläder och började uppträda som drängen Magnus Johansson. Det blev starten på en räcka händelser som slutade i Högsta domstolen.
Maria Johansdotters öde har fascinerat sedan 1700-talet. Den första som gav spridning åt hennes historia var Erik Ekholm som i Sweriges kyrko-handlingar, utgivna 1770, lät trycka den hovrättsdom från 1706 som renderade henne fängelse på vatten och bröd i åtta dagar. Det tämligen torra tryckalstret snappades på 1800-talet upp av författaren Wilhelmina Stålberg som nämner Maria Johansdotter i boken Anteckningar om svenska qvinnor, utgiven 1864. Därefter har Maria Johansdotter blivit omskriven i åtskilliga sammanhang, i mer eller mindre utbroderade versioner. Vad som är dikt och vad som är verklighet har varit svårt att veta.

### Källorna

Rättegångsprotokollet från Färentuna häradsrätt 1705 som berättar om Maria Johansdotter från Sanda alias Magnus Johansson. Bilden visar några sannolikt centrala rader för förståelsen av henne. Hon berättar i rätten att hon beslutat att aldrig vilja älska manfolk, däremot kan hon gärna ”älska vackra flickor”. Det är svårt att förstå detta på annat sätt än att hon mer än antyder att hon var homosexuell. Hur rätten skulle reagera kunde hon inte veta, men som tur var för henne brydde den sig inte nämnvärt. Det gjorde däremot en upprörd präst som hoppades att domstolen ”inte låter sådant ostraffat bliva”. Knappast tänkte han på annat straff än döden. Protokollet förvaras i Riksarkivet i Stockholm.